# Charles Albert Guichard
Charles Albert Xavier Guichard est un médecin français (Troyes, 22 juillet 1874 – Commercy, 17 avril 1913) qui s’est distingué sous différents pseudonymes dont celui d’Éric Simac (jeu de mots, allusion au médecin Érixymaque du Banquet de Platon), par ses travaux bibliographiques et ses recherches sur l’homosexualité durant la Belle Époque. Selon Kevin Dubout, il est possible que ce soit le Dr Guichard qui se cache sous les pseudonymes de J. de la Foncazeaux,  H. Routhier, de Guy Delrouze, auteurs d’articles remarqués sur l’homosexualité. 

## Biographie
Il est le fils du médecin Auguste Guichard (1823-1874) membre de la Société académique de l’Aube, et de Marie Émilie Bédel, une Alsacienne ayant opté pour la nationalité française. 
Alors qu’il est âgé d’à peine trois mois, son père est assassiné le 19 octobre 1874 devant le palais de justice de Troyes par un ouvrier bonnetier sorti de prison. Ce dernier tenant le Dr Guichard pour responsable, en raison de son expertise psychiatrique, de la peine de 5 ans de détention qu’il s’est vu infligée, se venge en lui tirant deux balles dans la poitrine. 
Charles Guichard, orphelin d’un père médecin, effectue néanmoins des études classiques qu’il pousse jusqu’à l’obtention d’une thèse de médecine, soutenue à Paris en 1902.
Dans la première décennie du XXe siècle, il entre en contact avec le Wissenschaftlich-humanitäres Komitee allemand (Comité Scientifique Humanitaire). En 1908, il rencontre à Berlin Magnus Hirschfeld, ainsi qu’Eugène Wilhelm (Numa praetorius) dont il deviendra un ami. Il entre en contact avec les collaborateurs des Archives de l’Anthropologie criminelle du  Dr Alexandre Lacassagne et notamment avec le Dr Laupts (pseudonyme de Georges Saint-Paul) à qui il servira de traducteur en raison de sa bonne connaissance de la langue allemande. 
Moins doué pour se procurer une riche clientèle de patients que pour ses recherches, il ne parvient pas à s’assurer une position aisée dans la ville de Commercy où il s’est retiré avec sa mère. Ses difficultés financières semblent avoir joué un rôle déterminant dans la décision qu’il prend de se suicider.

## Travaux
On doit au Dr Charles-Albert Guichard une bibliographie sur l’homosexualité couvrant la charnière entre le XIXe et le XXe siècle (1896-1910), la plus exhaustive en langue française depuis la thèse de Julien Chevalier portant sur la période antérieure. Il a également servi un grand rôle dans l’information des médecins français sur les avancées des chercheurs allemands dans le domaine de l’homosexualité.